# گیسو (دنباله‌دار)

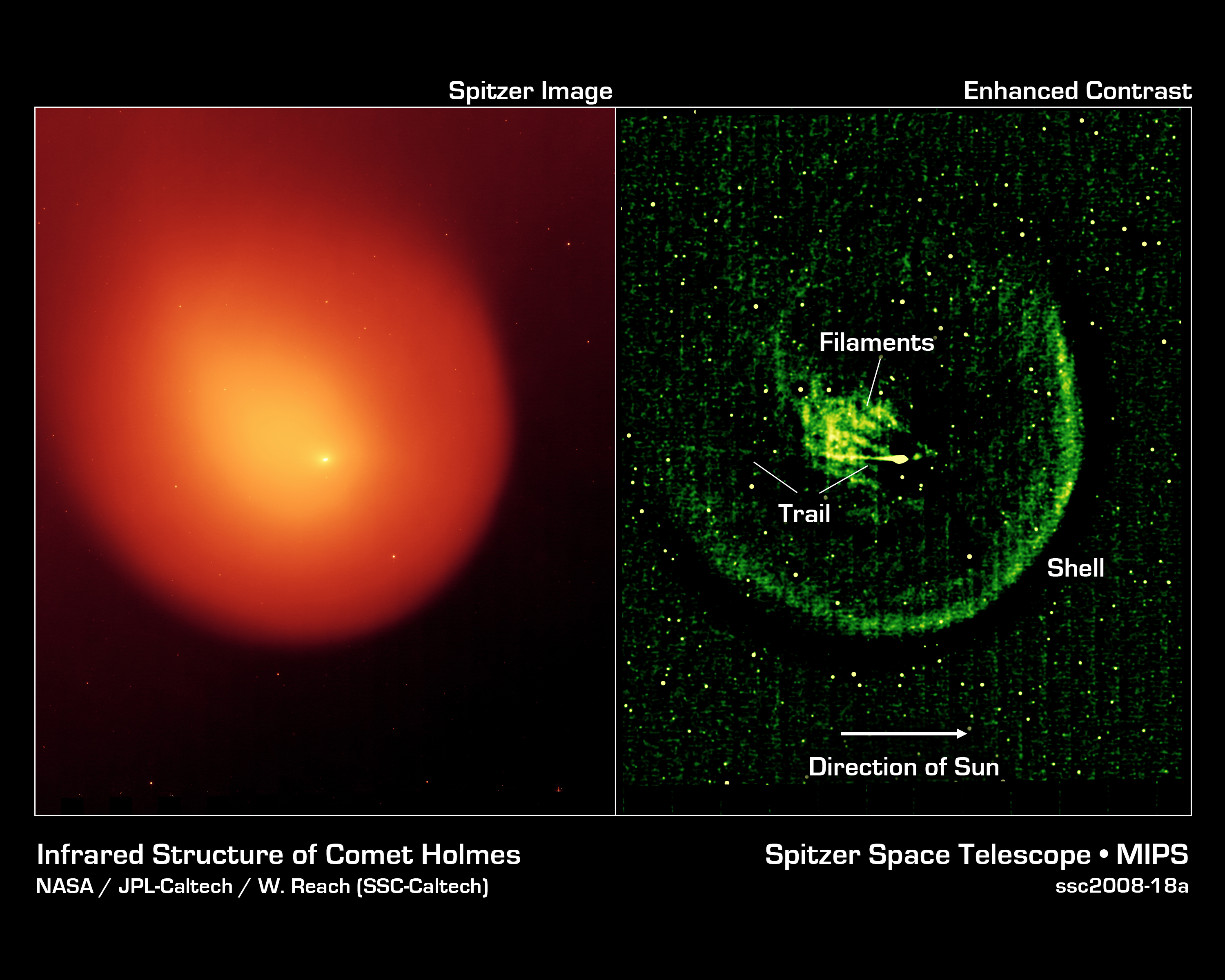
ساختار دنباله‌دار هولمز در مادون قرمز، از دیدگاه یک تلسکوپ فضایی مادون قرمز

گیسو، یا کُما (به انگلیسی: Coma) نام پوشش ابرمانندی در اطراف هستهٔ یک دنباله‌دار است. گیسو زمانی تشکیل و دیده می‌شود که دنباله‌دار از نزدیکی خورشید در مدار بیضی شکل بسیار کشیدهٔ خود عبور می‌کند. این هالهٔ دربرگیرندهٔ هسته، با گرم شدن بخش‌هایی از هستهٔ دنباله‌دار تصعید می‌شود. پدیدآمدن این حالت در یک دنباله‌دار ظاهر آن را از دیدگاه تلسکوپ‌های مشاهده‌کننده کدر (فازی) می‌کند و آن را از ستاره‌های واقعی متمایز می‌سازد.
گیسو به‌طور کلی از یخ و غبار دنباله‌دار ساخته شده‌است. آب معمولاً بیشترین و تا ۹۰٪ از مواد فرّاری است که از هستهٔ دنباله‌دار در داخل منطقهٔ ۳ تا ۴ واحد نجومی از خورشید، به بیرون فوران می‌کند. مولکول‌های منبع H2O در درجهٔ اول از طریق نورکافت و به نسبت بسیار کوچکتری از طریق فوتویونیزه نابود می‌شوند. باد خورشیدی نقش کوچک‌تری در تجزیهٔ آب در مقایسه با فوتوشیمی ایفا می‌کند. ذرات گرد و غبار بزرگتر در امتداد مسیر مداری دنباله‌دار باقی می‌مانند در حالی که ذرات کوچکتر در اثر فشار تابش نور به دور از خورشید و به طرف دم دنباله‌دار رانده می‌شوند.
در ۱۱ اوت ۲۰۱۴، اخترشناسان با استفاده از آرایه میلی‌متری بزرگ آتاکاما (ALMA) مطالعاتی را برای نخستین بار منتشر کردند که توزیع هیدروژن سیانید، هیدروژن ایزوسیانید، فرمالدهید و گرد و غبار را در داخل کمای دنباله‌دارهای C / 2012 F6 و سی/۲۰۱۲ اس۱ را شرح می‌دهد؛ و C / 2012 S1 (ISON). در ۲ ژوئن ۲۰۱۵، ناسا گزارش داد که طیف‌نگار ALICE در 
کاوشگر فضایی روزیتا که در حال مطالعهٔ دنباله‌دار چوریوموف-گراسیمنکو ۶۷پی (P / Churyumov- Gerasimenko) بود، تعیین کرد که الکترون‌ها (در فاصله ۱ کیلومتری (۰٫۶۲ مایل) بالاتر از هسته دنباله‌دار) از فوتونیزه شدن مولکول‌های آب توسط تابش خورشید تولید می‌شوند و فوتون‌های خورشید همانگونه که قبلاً تصور شد، مسئول آزادسازی مولکول‌های آب و دی‌اکسید کربن آزاد شده از هستهٔ دنباله‌دار در کما نیستند.